# Радиомачта радиотелефонной связи «Алтай»
Радиомачта радиотелефонной связи «Алтай» — радиовышка высотой около 120 метров, ключевое сооружение системы «Алтай» в Ленинграде.
Построено по проекту A0-100 в 1978 году, с его помощью обеспечивалась правительственная радиосвязь.
Позже башня стала отправной точкой создания сети Дельта Телеком в Санкт-Петербурге.

## История

### Владельцы
Объект был построен для Министерства связи СССР и принадлежал этому ведомству всё время существования СССР.
После распада СССР объект несколько раз сменил собственников:
- 26 июня 1990 года он перешёл от Министерства связи СССР в собственность государственного акционерного общества «Совтелеком»[1][2].
- 17 декабря 1991 года на базе «Совтелекома» было создано международное акционерное общество «Интертелеком»[3].
- 30 декабря 1992 года распоряжением Госкомимущества России создано государственное предприятие «Ростелеком», в состав которого в том числе вошёл объект по адресу улица Комиссара Смирнова, 3 г[4].

По состоянию на 2011 год вопросы, связанные с башней, курирует директор петербургского филиала компании Виктор Пляченко.
По его словам, сейчас башня используется ОАО «Ростелеком» для оказания телекоммуникационных услуг.

### Факты эксплуатации
Система «Алтай» заработала в Ленинграде с 1972 года, в 1974—1975 годах была построена АТС на улице Комиссара Смирнова. В 1977—1978 году в рамках этого комплекса была запущена радиомачта, построенная по адресу улица Комиссара Смирнова, 3г по заказу Министерства связи СССР.
Её высота по проекту составляла 100 метров, эта радиомачта с момента создания присутствует на ряде «открыточных» видов города, комплекс «Алтай» был построен в одно время с гостиницей «Ленинград» и перестройкой Финляндского вокзала. Эти сооружения заново создали облик этой части города, изменив вид с Невы на Выборгский район. Кроме этого радиовышка «встречала» пассажиров, прибывающих на Финляндский вокзал, так как от железнодорожного путепровода через Литовскую улицу перегон обнесён сплошной оградой.
В 1991 году вышка стала местом размещения первой базовой станции для сотовой сети «Дельта Телеком».
Именно с этой станции шёл сигнал первого звонка по мобильному телефону в Санкт-Петербурге, который сделал мэр города Анатолий Собчак.
В середине июня 2006 года вышку надстроили, в центре барабана появилось три яруса «малых крон» из мачт для установки вертикальных вибраторов.
В начале октября 2011 года работы по переоборудованию были завершены.
На вышке была установлена дополнительная вертикальная антенна, с ней высота радиомачты составила 120 метров.
Одновременно были сняты антенны каналов связи системы «Алтай» (оборудование системы было разобрано в марте 2011 года).
«Ростелеком» отказался комментировать итоги и необходимость проведения работ и оставил открытым вопрос будущего радиомачты.

## Описание

Вид на радиовышку с площади Ленина в 1986 году. Вышка имеет высоту 100 метров и её венчают антенны каналов системы «Алтай»
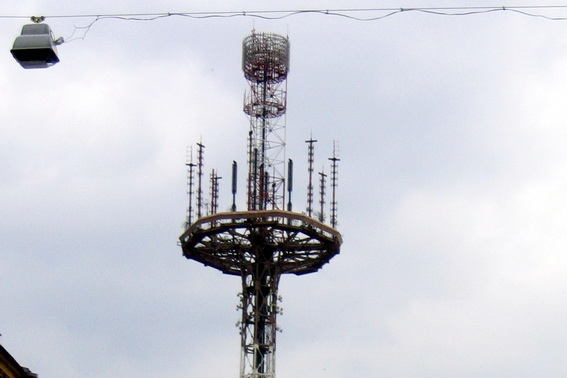
Верхушка башни после надстройки 2007 года
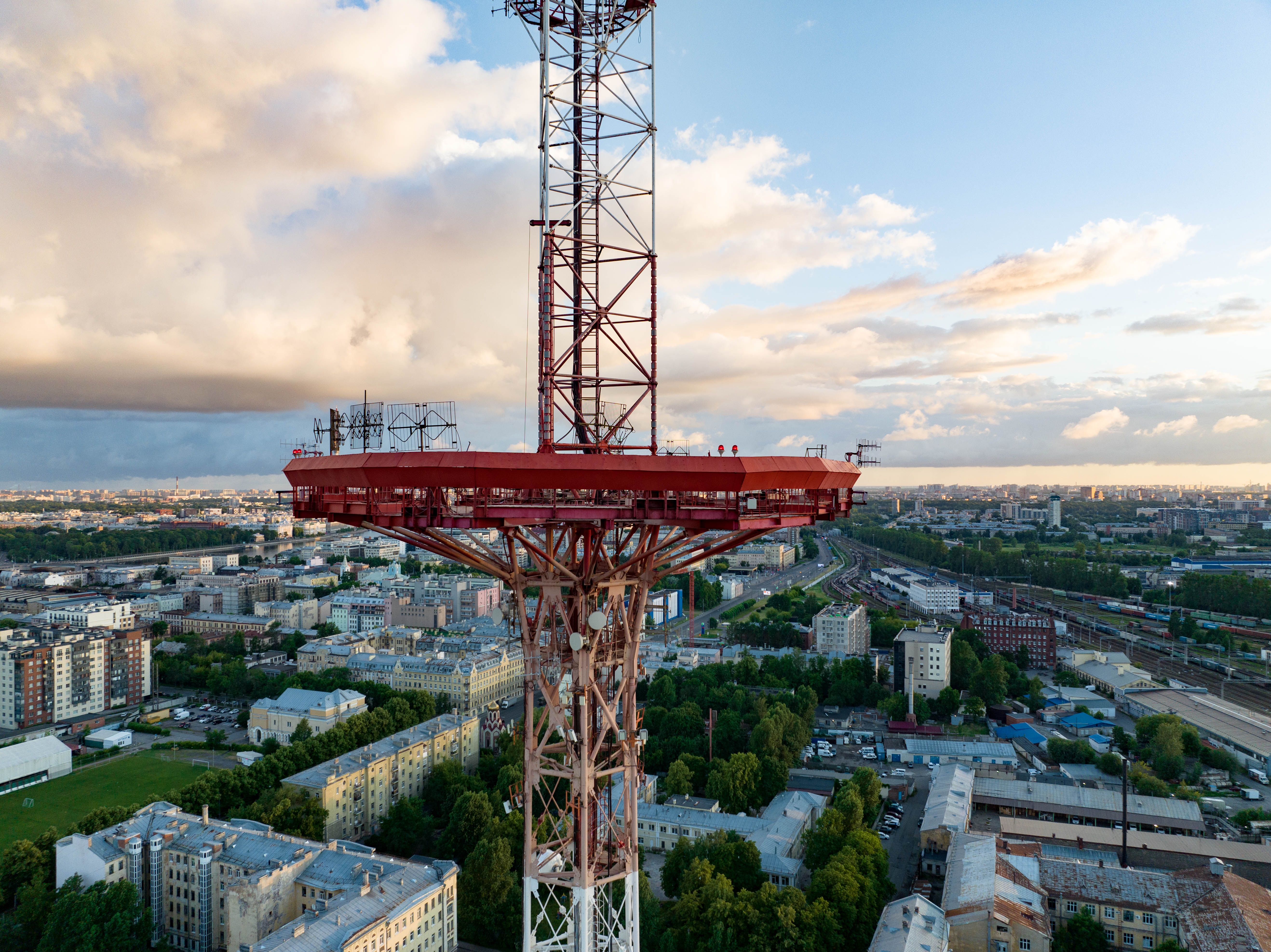
Площадка, где до 2011 года были установлены антенны. Фото 2022 года.
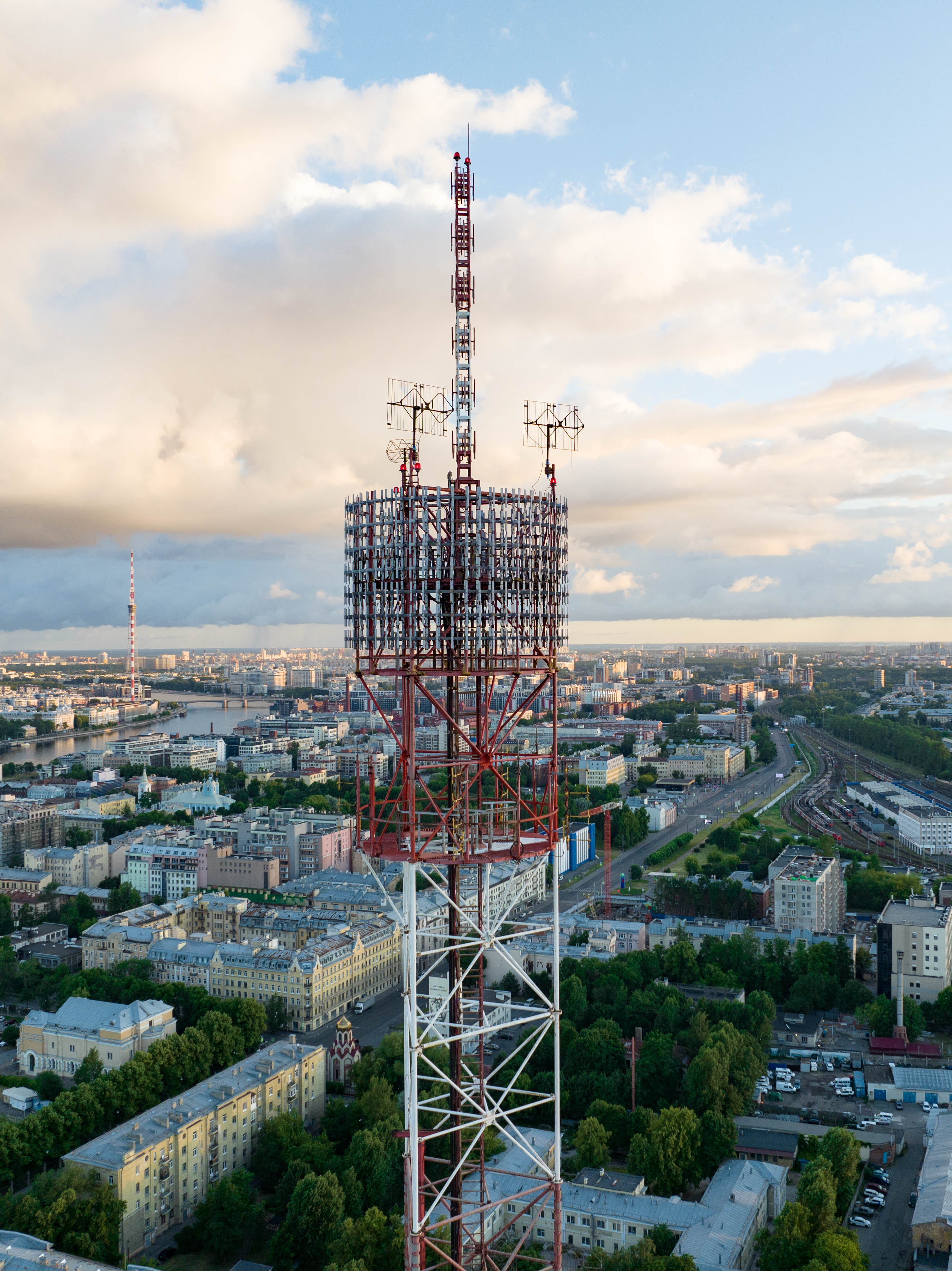
Антенна на верхушке надстроенной части. Фото 2022 года.